# تاماش چری
تاماش چِری (مجاری: Cseri Tamás؛ زادهٔ ۱۵ ژانویهٔ ۱۹۸۸) بازیکن فوتبال اهل مجارستان است.
وی همچنین در تیم ملی فوتبال مجارستان بازی کرده‌است.